# Humitat relativa
|  | Per al disc de Remigi Palmero, aneu a Humitat relativa (àlbum). Per a altres significats, vegeu també humitat relativa crítica o humitat relativa de l'aire. |

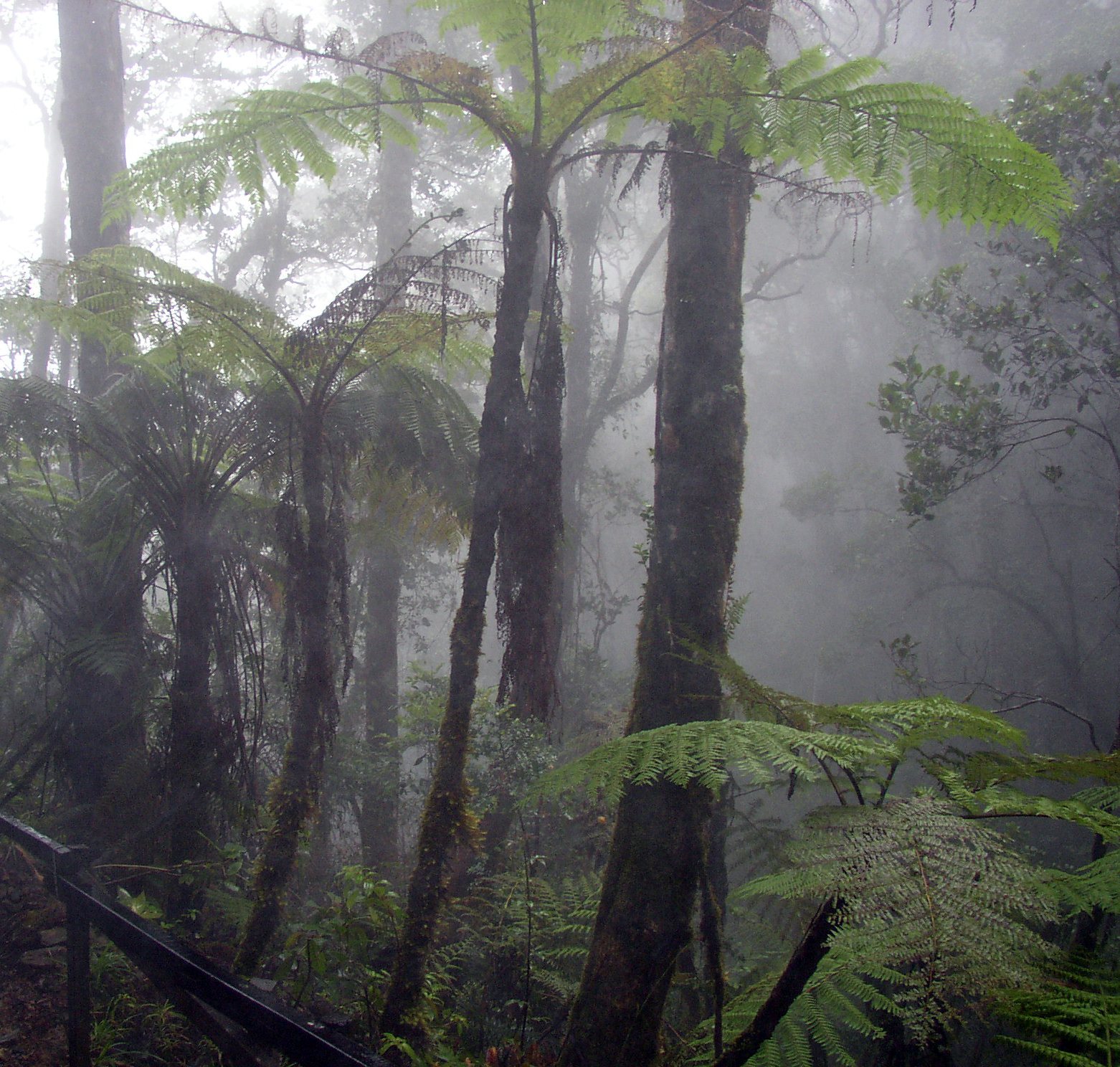
Falgueres arbòries en un bosc ennuvolat al mont Kinabalu, Borneo

La humitat relativa (en anglès relative humidity o RH) és la relació de la pressió parcial de vapor d'aigua a l'equilibri de la pressió del vapor d'aigua a una temperatura determinada. La humitat relativa depèn de la temperatura i la pressió del sistema d'interès. Cal menys vapor d'aigua per aconseguir una elevada humitat relativa a baixes temperatures; cal més vapor d'aigua per aconseguir una elevada humitat relativa en l'aire calent.

## Definició
La humitat relativa {\displaystyle (RH} o {\displaystyle \phi )} d'una barreja d'aire-aigua es defineix com la proporció de la pressió parcial de vapor d'aigua {\displaystyle (p_{H_{2}O})} en la barreja a l'equilibri de la pressió del vapor de l'aigua {\displaystyle (p_{H_{2}O}^{*})} sobre una superfície plana d'aigua pura a una temperatura determinada:
{\displaystyle \phi ={p_{H_{2}O} \over p_{H_{2}O}^{*}}}
Normalment, la humitat relativa s'expressa com a percentatge; un percentatge més alt significa que la barreja d'aire-aigua és més humida.

## Mesura
La humitat no es pot mesurar directament de manera exacta. De forma aproximada s'empra l'higròmetre. Cal determinar-la a través de diverses mesures amb altres instruments.